# IC 262
IC 262 је спирална галаксија у сазвјежђу Персеј која се налази на листи објеката дубоког неба у Индекс каталогу.
Деклинација објекта је + 42° 49' 42" а ректасцензија 2h 51m 43,2s. Привидна величина (магнитуда) објекта IC 262 износи 13,4 а фотографска магнитуда 14,4. IC 262 је још познат и под ознакама UGC 2335, MCG 7-6-80, CGCG 539-114, PGC 10850.